# Campionati italiani di sci alpino 1962
I Campionati italiani di sci alpino 1962 si disputarono a Bormio; furono assegnati i titoli di discesa libera, slalom gigante e slalom speciale, sia maschili sia femminili.

## Risultati

### Uomini

#### Discesa libera
| Pos. | Atleta           | Nazione |
| ---- | ---------------- | ------- |
| 1    | Bruno Alberti    | Italia  |
| 2    | Felice De Nicolò | Italia  |
| 3    | Carlo Senoner    | Italia  |

#### Slalom gigante
| Pos. | Atleta            | Nazione |
| ---- | ----------------- | ------- |
| 1    | Paride Milianti   | Italia  |
| 2    | Carlo Senoner     | Italia  |
| 3    | Felice De Nicolò  | Italia  |
| 3    | Italo Pedroncelli | Italia  |

#### Slalom speciale
| Pos. | Atleta           | Nazione |
| ---- | ---------------- | ------- |
| 1    | Felice De Nicolò | Italia  |
| 2    | Paride Milianti  | Italia  |
| 3    | Carlo Senoner    | Italia  |

### Donne

#### Discesa libera
| Pos. | Atleta                    | Nazione |
| ---- | ------------------------- | ------- |
| 1    | Inge Senoner              | Italia  |
| 2    | Giustina Demetz           | Italia  |
| 3    | Lidia Barbieri Sacconaghi | Italia  |

#### Slalom gigante
| Pos. | Atleta       | Nazione |
| ---- | ------------ | ------- |
| 1    | Pia Riva     | Italia  |
| 2    | Jerta Schir  | Italia  |
| 3    | Inge Senoner | Italia  |

#### Slalom speciale
| Pos. | Atleta                    | Nazione |
| ---- | ------------------------- | ------- |
| 1    | Jerta Schir               | Italia  |
| 2    | Pia Riva                  | Italia  |
| 3    | Lidia Barbieri Sacconaghi | Italia  |